# Shang Sin Chun Tong
Shang Sin Chun Tong is een daoïstische tempel in Hongkong die ook enkele boeddhistische hemelse machten vereerd. Hij ligt in Kowloon en is daar de grootste daoïstische tempel. De tempel is in 1952 gebouwd. De tempelorganisatie ontstond in 1942 in Dongguan. In 1958 stond de organisatie officieel ingeschreven als tempelorganisatie bij de afdeling voor Chinezen van de Hongkongse overheid. In 1990 breidde de tempel uit door de koop van een gebouw naast de tempel. Het huidige tempelcomplex bestaat onder andere uit de Sanqinghal, Manjushrihal, Doumuschrijn en Guanyinhal.